# 聖慈皇后
聖慈皇后（越南语：／；？—？），姓氏不詳，名蜂，越南陳朝元祖陳李的夫人。
聖慈皇后事跡不詳，只知她嫁與陳元祖。興隆二十一年（1321年）正月，陳英宗陳烇追尊她諡號為聖慈皇后。